# Горњи Палачковци
Горњи Палачковци су насељено мјесто у општини Прњавор, Република Српска, БиХ. Према попису становништва из 1991. у насељу је живјело 1.235 становника.

## Становништво
Према попису становништва из 1991. године, мјесто је имало 1.235 становника.
| Националност       | 1991. | 1981. | 1971. | 1961. |
| Срби               | 1.197 | 1.323 | 1.226 | 1.281 |
| Југословени        | 21    | 12    | 7     |       |
| Хрвати             | 6     | 1     | 3     | 1     |
| Муслимани          |       | 5     | 5     |       |
| остали и непознато | 11    | 3     | 5     |       |
| Укупно             | 1.235 | 1.344 | 1.246 | 1.282 |

| Демографија | Демографија | Демографија |
| Година      | Становника  | Становника  |
| ----------- | ----------- | ----------- |
| 1961.       | 1.282       |             |
| 1971.       | 1.246       |             |
| 1981.       | 1.344       |             |
| 1991.       | 1.235       |             |